# Vršovka
Vršovka (deutsch Werschow, früher Wrowka) ist eine Gemeinde in Tschechien. Sie liegt vier Kilometer südwestlich von Nové Město nad Metují und gehört zum Okres Náchod.

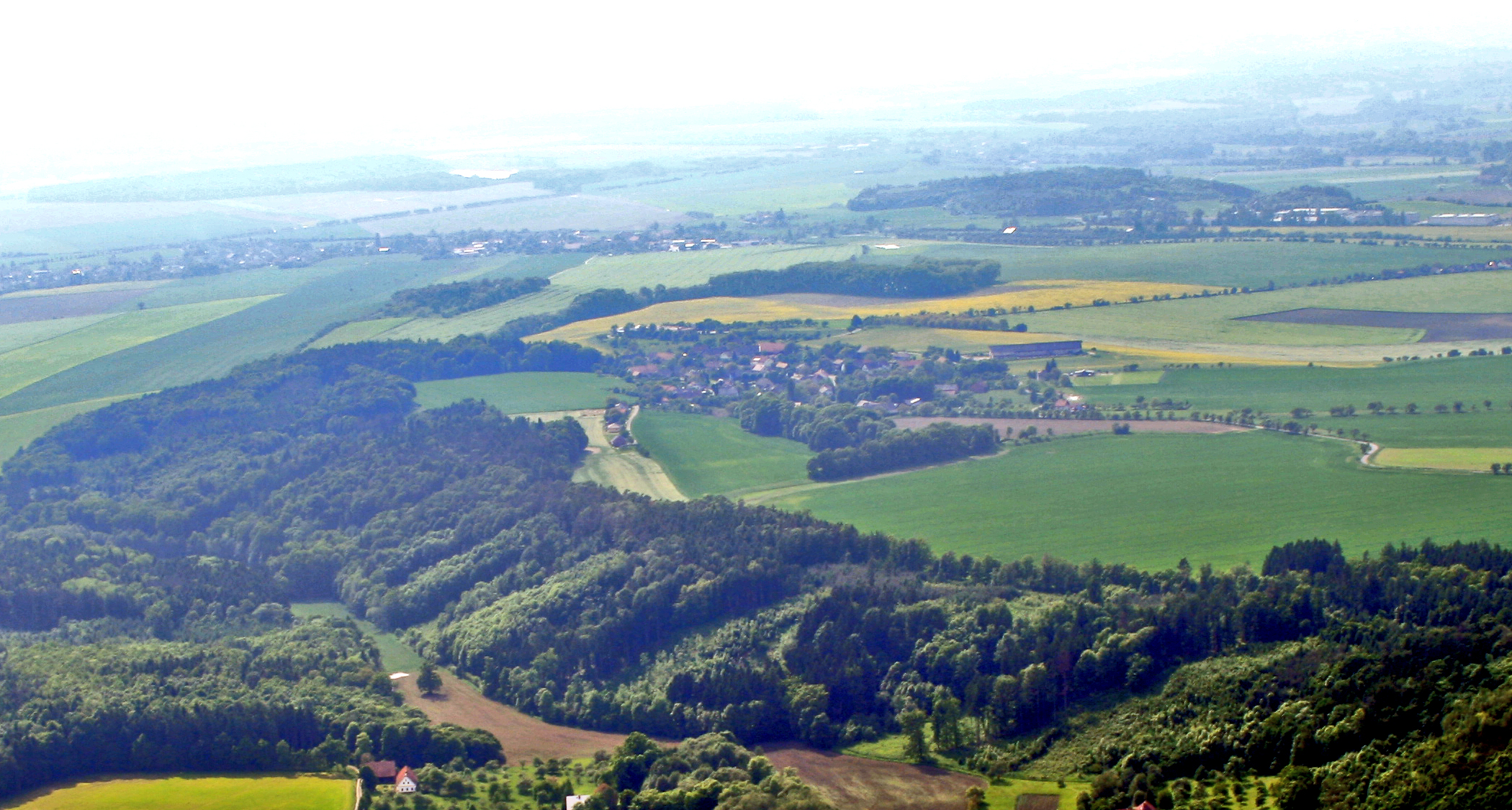
Luftbild

## Geographie
Vršovka befindet sich im Adlergebirgsvorland linksseitig des Flusses Metuje (Mettau) am Hügel Pustinka (354 m), im Quellgebiet des Baches Rejhy. Westlich erhebt sich der Králíčkův kopec (Serowatkowskiberg, 330 m). Südlich des Dorfes liegt der Stauweiher Halín, im Westen der Teich Kacíř.
Nachbarorte sind Krčín im Norden, Nové Město nad Metují und Spy im Nordosten, Březiny und Běstviny im Osten, Dobruška im Südosten, Pulice und Puličky im Süden, Pohoří im Südwesten, Bohuslavice und Homole im Westen sowie Černčice im Nordwesten.

## Geschichte
Vršovka wurde im Jahre 1527 als Besitz der Herrschaft Nové Město nad Metují erstmals urkundlich erwähnt. Nach dem Dreißigjährigen Krieg erfolgte eine Teilung des Dorfes; vier Anwesen gehörten zur Herrschaft Opočno.
1836 hatte Vršovka 222 Einwohner und bestand aus 40 Häusern. 1848 lebten 231 Menschen im Dorf. Nach der Aufhebung der Patrimonialherrschaften bildete Vršovka ab 1850 eine Gemeinde im Bezirk Nové Město nad Metují.
1930 hatte Vršovka 218 Bewohner. Nach dem Zweiten Weltkrieg wurde das Dorf in den Okres Dobruška umgegliedert und gehört seit dessen Auflösung im Jahre 1960 zum Okres Náchod.

## Ortsteile
Für die Gemeinde Vršovka sind keine Ortsteile ausgewiesen.